# Gombak United FC
Gombak United Football Club was een Singaporese voetbalclub uit Jurong West. De club werd opgericht in 1998. De thuiswedstrijden werden in het Jurong West Stadium gespeeld, dat plaats biedt aan 5.000 toeschouwers. De clubkleuren waren wit-rood.

## Erelijst
Nationaal
- Singapore League Cup
  - Winnaar: (1) 2008

## Bekende (oud-)spelers
- Veresa Toma